# Hyptis mutabilis
Hyptis mutabilis là một loài thực vật có hoa trong họ Hoa môi. Loài này được (Rich.) Briq. mô tả khoa học đầu tiên năm 1896.